# 1998 DR8
1998 DR8 är en asteroid i huvudbältet som upptäcktes den 22 februari 1998 av Beijing Schmidt CCD Asteroid Program vid Xinglong-observatoriet.
Asteroiden har en diameter på ungefär 5 kilometer.